# Cercul Militar Brașov
Clădirea Cercului Militar din Brașov sau Casa Armatei, situată în centrul orașului, este una dintre cele mai importante clădiri, sub aspect arhitectonic, înălțată între cele două războaie mondiale. Placa fundamentală a fost așezată la 4 decembrie 1938.
Clădirea, gândită și proiectată de către prof. arh. Constantin Iotzu, a fost concepută ca o sinteză a arhitecturii moderne cu stilul românesc din primele decenii ale secolului al XX-lea.